# Germano Pattaro
Germano Pattaro (Venezia, 3 giugno 1925 – Venezia, 27 settembre 1986) è stato un presbitero e teologo italiano, precursore del dialogo ecumenico, fautore dello studio della teologia da parte dei laici e promotore di studi sulla teologia e sulla spirituaità del matrimonio.

## Biografia
Germano Pattaro nacque il 3 giugno 1925 nel popoloso sestiere di Castello: era figlio del fornaio Carlo Pattaro e di Rosa Marini. La madre morì quando Germano Pattaro aveva solo otto anni e fu allevato dalla zia materna Pina. A tredici anni entrò nel seminario patriarcale di Venezia e, terminato il corso degli studi, venne ordinato sacerdote il 25 marzo 1950. Il 16 aprile 1950 celebrò la sua prima messa nella chiesa di San Martino dove era stato battezzato il 21 giugno 1925.
Dal 1951 al 1972 fu insegnante di religione al liceo classico "Foscarini" di Venezia dove formò più generazioni di giovani veneziani.
Nel 1953 presso il seminario patriarcale iniziò la sua opera di insegnamento di Teologia fondamentale, Storia della teologia, Patrologia ed Ecumenismo, compito che conservò fino a qualche mese prima della morte. Il cardinale Albino Luciani soleva assistere agli esami di fine corso per assicurarsi che gli insegnamenti di don Germano Pattaro fossero del tutto ortodossi e non venissero propugnate tesi teologiche troppo innovative. Certe posizioni teologiche di don Germano Pattaro vennero viste con sospetto e durante il patriarcato veneziano di Albino Luciani la sua attività subì interventi limitativi, ma lo stesso Luciani, divenuto papa, lo accolse in udienza privata, intrattenendolo in colloquio confidenziale.
Nel 1954 iniziò ad animare gruppi di spiritualità familiare nella parrocchia dei Carmini, in cui era cappellano, iniziando la sua ricerca nell'ambito della teologia del matrimonio e, sulla scia del "Notiziario dei gruppi di spiritualità" che raccoglieva gruppi sposi di diverse città, nel 1976 nacque la rivista "Matrimonio" a cui don Germano offrirà il suo costante contributo.
Nel 1953 fu nominato assistente della Fuci maschile e del 1957 della Fuci femminile della diocesi di Venezia. Invitato a parlare nelle settimane estive della FUCI, scelse di affrontare un tema particolarmente coraggioso intitolato “Itinerario a Dio nel nostro tempo” proprio per non rifiutare il confronto con la modernità. Quegli anni, ricchi di fermenti culturali e politici che permevano ed agitavano anche il mondo cattolico, don Germano li visse con animo aperto e sensibile, ma anche con vigile coscienza critica.
Dal 1957 fu consulente diocesano dei gruppi Rinascita cristiana e dal 1961 assistente diocesano del Movimento Laureati di Azione Cattolica.
Nel 1962 strinse amicizia con il pastore valdese Renzo Bertalot e iniziò il suo cammino ecumenico frequentando a Basilea i corsi tenuti da Karl Barth.
Partecipò al Concilio Vaticano II (1962-1965) come teologo del patriarca di Venezia Giovanni Urbani. Nel 1964 l'assembea conciliare promulgò il decreto "Unitatis reintegratio" e da allora Germano Pattro si dedicò in modo infaticabile per radicare nella chiesa italiana una nuova cultura sull'ecumenismo.
Nel 1963 don Germano Pattaro incontrò la fondatrice del Segretariato Attività Ecumeniche (S.A.E.) Maria Vingiani e fu invitato assieme al pastore Bertalot alla prima sessione nazionale del S.A.E. tenutasi alla Mendola, iniziando così la loro collaborazione come consulenti nazionali del S.A.E.
La collaborazione con la Vigani, iniziata nel 1964, fu proficua e per don Germano Pattaro divenne un impegno dominante la sua partecipazione e l'animanzione dei gruppi di studio incentrati sull'ecumenismo. Nel 1974 partecipò a Accra alla sessione di Fede e Costituzione del Consiglio Ecumenico delle Chiese ed in seguito ai dialoghi bilaterali ARCIC (Anglican Roman Catholic International Council) svoltisi a Venezia.
Per cinque anni, dal 1966 al 1970, le settimane teologiche estive a lui affidate furono un’occasione di confronto fecondo sulle sfide che il Concilio aveva affidato alla Chiesa. Venne invitato a parlare alla Radio Vaticana, in occasione di un ciclo di quattordici trasmissioni radiofoniche dedicate alla riflessione sulla teologia post-conciliare. Queste conversazioni, seguite con estremo interesse per il tono e la capacità comunicativa di don Pattaro, vennero in seguito raccolte in un libro dal titolo Riflessioni sulla teologia post-conciliare e pubblicate nel 1970.
Negli anni Settanta il suo impegno nell'insegnamento si ampliò perché, oltre al seminario patriarcale di Venezia, prestò la sua opera all'abbazia Santa Giustina di Padova, allo Studio teologico dei Cappuccini alla Giudecca , all'Università internazionale dell'arte di Venezia e alla Scuola di perfezionamento in Filosofia di Roma.
Fu presidente della Fondazione Querini Stampalia per un quindicennio dal 1972 fino alla morte. Collaborò con la Biennale di Venezia nel 1977 in cui coordinò la sezione sul dissenso religioso negli stati comunisti. Mantenne sempre vivo il confronto con la cultura "laica" partecipando, negli anni settanta, ai «Colloqui», promossi dall’Istituto di studi filosofici di Roma e organizzati da Enrico Castelli a cui prendevano parte alcuni fra i più importanti teologi, filosofi e uomini di cultura internazionali
Nel 1985 figura tra i promotori dell'appello "Beati i costruttori di pace", l'associazione che ha come obiettivo la sensibilizzazione della società moderna circa la necessità del disarmo ed il rifiuto della guerra vista come una nuova e più moderna forma di imperialismo.
Nel patriarcato di Venezia ha dato un prezioso contributo per la nascita della "Commissione diocesana per il matrimonio e la famiglia". Il suo ministero sacerdotale ha avuto una connotazione "popolare" dato che ha sempre vissuto in uno dei sestieri più "popolani" della città.
Intensa fu la cura che don Germano Pattaro dedicò agli istituti di vita religiosa, e in particolare a quelli femminili, offrendo il proprio contributo teologico e spirituale alla loro formazione e all'approfondimento della loro specifica vocazione, aprendoli alla dimensione ecumenica.
Germano Pattaro è morto a Venezia il 27 settembre 1986, dopo una lunga malattia, vissuta con una intensa dimensione di fede. È sepolto nel cimitero di San Michele in Isola a Venezia. 
Nell’omelia ai funerali, il patriarca Marco Cè tratteggiò così la figura di don Germano Pattaro: «Don Germano ha amato la Chiesa, la Chiesa del Signore, il segno visibile della sua presenza. E per questo ha amato gli uomini, credenti e non credenti, aprendo la Chiesa al dialogo con tutti, nell’Ecumenismo e nell’ascolto vigilante e fiducioso di ogni voce, attento ad ogni ricerca di senso. La sua Chiesa oggi è qui; la sua “parrocchia senza confini”, che lo cercava e che egli andava a cercare per tutte le strade del giorno e della notte, è qui: che prega e, se non riesce a pregare, piange».
Il 26 settembre 2006 la Fondazione Querini Stampalia di Venezia, in occasione del ventesimo anniversario della morte di don Germano Pattaro, ha organizzato una giornata di studio in ricordo del suo presidente con interventi del patriarca card. Angelo Scola, del presidente della Fondazione Querini Stampalia Massimo Cortese, del presidente dello Studium Cattolico Veneziano mons. Gianni Bernardi e del sindaco Massimo Cacciari che lo ricorda così: «Don Germano ha segnato la vita della Chiesa e della città di Venezia in anni difficili ed entusiasmanti. Ha espresso le sue doti altissime di teologo nel clima del Concilio, dei cui documenti conclusivi e soprattutto delle cui prospettive di rinnovamento fu infaticabile testimone e promotore. […] Fu uomo di dialogo sincero con tutti coloro che lo avvicinavano, quali che fossero le loro posizioni e i loro problemi. Senza nulla nascondere del suo essere sacerdote». In tale occasione è stata allestita una mostra fotografica con molte immagini che ritraggono don Germano Pattaro nelle sue molteplici attività,  tratte dall'albo fotografico inserito nel sito web del Centro Pattaro.
Nel dicembre 2021 la rivista "Matrimonio" ha cessato le pubblicazioni ed ha voluto ricordare nel suo ultimo numero il suo collaboratore don Germano Pattaro ripubblicando tutti i suoi contributi apparsi nella rivista nel corso degli anni considerandoli ancora pienamente attuali.

## Il Centro di Studi Teologici
Don Germano Pattaro ha voluto che la sua amplissima biblioteca fosse lasciata alla chiesa di Venezia perché attorno ad essa venisse costituito un centro con lo scopo di diffondere lo studio teologico tra i laici.
È sorto così nel settembre 1987 il Centro di Studi Teologici don Germano Pattaro, con sede a Venezia in campo San Maurizio nel Palazzo Bellavitis con lo scopo di "tramandare l'opera e gli studi teologici ed ecumenici di don Germano Pattaro; tenere aperta alla pubblica consultazione e incrementare la biblioteca donata da don Germano Pattaro; promuovere la formazione teologica e organizzare studi teologici; favorire l'incontro, il dialogo, la ricerca su tematiche teologiche e culturali."
La biblioteca, dotata di oltre 27.000 volumi e costantemente arricchita, contiene importanti opere di consultazione generale, intere collane di fonti e saggi, studi italiani e stranieri nei settori della teologia, dell’esegesi biblica, della storia della Chiesa, dell’ecumenismo, del matrimonio. Nella biblioteca è anche conservato l’archivio delle carte personali di don Germano, anch’esso catalogato e pubblicato.
I volumi, classificati secondo il sistema decimale Dewey, sono disposti a scaffale aperto per la libera consultazione. È svolto anche il servizio di prestito esterno, come pure quello di prestito interbibliotecario.
Il catalogo della biblioteca può essere consultato in rete attraverso l'OPAC del Polo SBN di Biblioteche Ecclesiastiche (OPAC PBE).
Il Centro promuove iniziative di “alta divulgazione” della teologia; ogni anno vengono organizzati incontri di teologia, patristica, ecumenismo e su altri temi di interesse ecclesiale e culturale, anche in collaborazione con altri soggetti ecclesiali e culturali.
Il Centro di Studi Teologici don Germano Pattaro ha un sito web (www.centropattaro.it) con la biografia di don Germano Pattaro, un ricco album fotografico, l'elenco di tutti i suoi scritti, gli scritti su di lui, oltre alle notizie riguardanti lo statuto e gli organi direttivi. 
Il Centro Pattaro cura la pubblicazione di una rivista trimestrale "Appunti di teologia" dedicata alla divulgazione della cultura teologica presso tutti coloro, soprattutto laici, che aspirano a una conoscenza più approfondita del patrimonio della fede cristiana, anche indipendentemente dalla propria adesione personale.  L'archivio della rivista è ospitato nel sito web del Centro ed è possibie leggere e scaricare tutti i numeri di "Appunti di Teologia" e consultare gli indici tematici e per autore.

## Opere
Libri pubblicati in vita:
- Riflessioni sulla teologia post-conciliare, Roma, AVE, 1970.
- Colloqui con gli sposi, Roma, AVE, 1976.
- Il dissenso religioso: la collaborazione tra cristiani, credenti non cristiani e non credenti nella lotta per i diritti dell'uomo e per la libertà di espressione nell'Europa dell'Est, Venezia, La Biennale di Venezia, 1977.
- Fidanzamento e matrimonio come esperienza di fede, Brescia, Morcelliana, 1978.
- voci "Ateismo, Ecumenismo e Pace" in Nuovo Dizionario di Teologia a cura di G. Barbaglio e S. Dianich, 1979.
- Gli sposi servi del Signore, Bologna, EDB, 1980.
- Per una pastorale dell'ecumenismo. Commento al Direttorio Ecumenico, Brescia, Queriniana, 1984.
- Corso di teologia dell'ecumenismo, Brescia, Queriniana, 1985.

Libri pubblicati postumi:
- La svolta antropologica. Un momento forte della teologia contemporanea (a cura di M. Cristina Bartolomei e A. Gallas, con presentazione di B. Bertoli), Bologna, EDB, 1990.
- la raccolta epistolare Sul confine, gli ultimi anni di don Germano Pattaro (a cura di S. Canzi Cappellari e F. Ciccòlo Fabris, EDB, Bologna, 2001.
- La Parola di Dio sul matrimonio, Milano, In dialogo, 2007.
- la raccolta Dove stanno gli uomini. Scritti di un "teologo itinerante" (a cura di M. Da Ponte e con prefazione del card. A. Scola, Venezia Marcianum Press, 2011, pubblicato in occasione del XXV° anniversario della morte.
- la raccolta Germano Pattaro: contributi per Matrimonio dal 1976 al 1985, rivista "Il Matrimonio", XLVI (2021), n. 3-4.

Molti scritti inediti di don Germano sono stati pubblicati nella rivista del Centro “Appunti di Teologia” e possono essere letti e scaricati dal sito www.centropattaro.it.